# روني شافليك
روني شافليك (بالإنجليزية: Ronnie Shavlik)‏ مواليد 04 ديسمبر 1933 في دنفر - الوفاة 27 يونيو 1983، كان لاعب كرة سلة أمريكي. بدأ مسيرته الاحترافية في سنة 1956. تم اختياره من قبل فريق نيويورك نيكس خلال الدرافت. بلغ طوله 6 قدم 8 بوصة (2.0 م). اعتزل اللعب في 1958.

## روابط خارجية
- روني شافليك على موقع إن بي أي (الإنجليزية)
- روني شافليك على موقع سبورتس رفرنس (الإنجليزية)
- روني شافليك على موقع كلية كرة السلة في سبورتس رفرنس.كوم (الإنجليزية)
- روني شافليك على موقع ريلجم (الإنجليزية)
- روني شافليك على موقع بروبوليرز (الإنجليزية)
- روني شافليك على موقع قاعة كارولاينا الشمالية للمشاهير الرياضية (الإنجليزية)
- روني شافليك على موقع قاعة كولورادو للمشاهير الرياضية (الإنجليزية)